# Mike Kelley
Mike Kelley (Detroit, 27 agosto 1954 – Los Angeles, 31 gennaio 2012) è stato un artista statunitense.

## Biografia
Mike Kelley nasce nel Wayne, Michigan, da una famiglia cattolica di estrazione operaia nell’Ottobre del 1954. Nel 1976 si laurea all’University of Michigan, ad Ann Harbor e nel 1973 Kelly e i suoi compagni di studi come Jim Shaw fondano la band rumorista "Destroy All Monsters”. Le loro esibizioni consistono in esperimenti di dissonanza, fondendo loop di nastri preregistrati, distorsione e parti improvvisate. Nessuno di loro è davvero in grado di suonare uno strumento, ma nonostante ciò producono musica con qualsiasi mezzo possa emettere un suono. Le loro canzoni, con la voce di Niagara, accattivante e sardonica, passano da una orchestra ipnotica alla freeform jazz con effetti fantascientifici, musica che può essere collegata a quella anti-rock di McCarthy. L'artista lascia la band quando si trasferisce a Los Angeles. Nel 1978, consegue un master in belle arti alla CalArts, dove viene a contatto con John Baldessari, Laurie Anderson, David Askevold e Douglas Huebler. Il suo pensiero si esprime attraverso performance, videoregistrazioni, disegni, installazioni, sculture e saggi che hanno come temi centrali l'arte concettuale, il femminismo, la sessualità, la rock music, il formalismo e la politica.

### Lavori
Durante i suoi studi, Mike Kelley inizia a lavorare ad alcuni progetti, esplorando opere a sfondo poetico. Negli anni Ottanta diventa famoso soprattutto per l’utilizzo di nuovi materiali dal facile reperimento, quali bambole di stoffa o pezza e coperte all’uncinetto. A questo periodo appartengono opere come Plato’s Cave, Rothko’s Chapel, Lincoln’s Profile, che ingloba anche la band Sonic Youth, in cui storie, personaggi e miti dialogano all’interno di un environment sonoro, e l’opera More Love Hours Than Can Ever Be Repaid and The Wages of Sin (1987), un assemblaggio di bambole di pezza, peluche e coperte recuperati da negozi dell'usato, ricreando una scena infantile ricca di pathos, esposta alla Rosamund Felsen Gallery a Los Angeles. Gli animali di pezza vengono usati dall'artista come elementi di critica alla società dei consumi e all'arte minimalista, in questo caso, per esempio l’orsacchiotto consumato è rappresentazione del negativo, materiale e morale, degli oggetti di consumo proposti negli stessi anni nelle opere di Jeff Koons o di Haim Steinbach.
Al 1988 appartiene l'installazione Pay for your pleasure, un lungo corridoio rivestito su entrambi i lati da una serie di ritratti di uomini illustri, con le rispettive citazioni sul rapporto tra arte e crimine. Il corridoio termina con un quadro di John Wayne Gacy, un uomo d'affari di Chicago condannato per aver abusato e ucciso circa 30 ragazzi, dove si raffigura nelle vesti di un giullare. In questo momento concentra il suo lavoro sulla memoria personale e sul potere delle istituzioni esplicati in Educational Complex (1995), un plastico in scala che riproduce gli edifici scolastici in cui egli stesso si forma, inserendo anche le parti che non riusciva a ricordare. Con quest’opera vuole sollevare il tema degli abusi perpetuati sui minori dalle istituzioni educative e il problema della sindrome della memoria repressa, come lui stesso afferma “l’idea comune che certi eventi traumatici sono stati repressi e solo rimossi dopo attraverso la terapia”. Educational Complex è il punto di partenza per gran parte dei lavori successivi dove continuano a intrecciarsi le riflessioni pseudo-autobiografiche e la critica sociale su temi come l'adolescenza e i suoi riti di passaggio, la formazione artistica e la ricerca dell'identità.
Nel 1999, gira un video breve in cui un attore, nelle vesti di Superman, recita delle poesie tratte da La campana di vetro di Sylvia Plath. Tra il 1997 ed il 1998, Kelley e Tony Oursler presentano il Poetics Project, che ricrea l’esperienza alla CalArts attraverso proiezioni video, suoni ed opere d’arte. Note sono le collaborazioni con Shaw e Paul McCarthy, di cui si ricorda il lavoro basato sul libro per bambini Heidi di Johanna Spyri del 1992, una satira nei confronti dello stereotipo con il quale la vita di campagna viene rappresentata nella cultura Europea.
Nel Novembre del 2005, Mike Kelley mette in scena Day is Done nella Gagosian Gallery mostrando installazioni multimediali, oggetti di arredamento in movimento, come poltrone rotanti o simili, e filmati di partite sportive, di produzioni teatrali e di cerimonie ispirati agli album fotografici scolastici. In realtà, Kelly non è affatto interessato alle attività delle scuole superiori americane quanto al loro aspetto sociale, l'opera, curata nei minimi dettagli, si propone come "una sorta di studio antropologico della cultura folk americana". Le attività che si svolgono nelle scuole e che coinvolgono tutti i giovani americani sono riutali ormai al limite dell'abuso, riconnettendosi in questo modo al lavoro Educational Complex (1995).
Iniziato nel 1999, il progetto Kandor si incentra sulla città natale di Superman. Il fumetto racconta come la città di Kandor venga miniaturizzata e rubata dal cattivo Brainiac, prima della distruzione del pianeta Kripton. Superman riesce a impossessarsi della teca e a custodirla nella sua Fortezza della Solitudine. La rappresentazione frammentaria di Kandor spinge Kelly a crearne varie versioni, fuse in resine colorate ed illuminate come se fossero dei reliquiari. Kandor 4 (2007) include una monumentale campana di vetro ed una pompa ad aria compressa. Kandor 10A (2010), una città gialla racchiusa in una bottiglia di vetro rosa soffiato a bocca, consiste in un raggruppamento di grattacieli all’interno di una grotta rocciosa a grandezza naturale. Kandor 10B (Exploded Fortress of Solitude) (2011) è costituito da un insieme di massi e lastre che formano una grotta con un atrio simile a una cava, realizzato in finta roccia nera e costruito su una scala che invita lo spettatore nella fortezza proibita. All’interno della grotta è una città illuminata in rosa, racchiusa all’interno di una bottiglia. "Kandor 12", costruito in una resina color bianco sporco, evoca un gruppo di pedoni degli scacchi posto all’interno di una bottiglia, poggiata a sua volta su una piattaforma che ricorda una colonna greca, posizionata davanti ad un cassettone ed una parete verde traslucida illuminata.
Nel 2009 collabora con Michael Smith a un video a sei canali ed a un'installazione scultorea dal titolo A Voyage of Growth and Discovery e, due anni dopo, nel 2011, presenta la sua ultima video performance,Vice Anglais.
L'ultimo importante progetto dell'artista è Mobile Homestead, un’opera site-specific completata nel 2010 e realizzata in collaborazione con l’organizzazione londinese Artangel e il MOCAD (Museum of Contemporary Art Detroit). L'opera consiste nella riproduzione della casa dove Mike Kelley aveva trascorso l'infanzia e chiude il cerchio iniziato con Educational Complex. Nel 2010 la sezione mobile della casa percorre la strada tra il MOCAD e il sobborgo di Westland dove si trovava la casa originaria della famiglia Kelley. Il "community center" permanente che completa l'opera viene definitivamente aperto al pubblico nel 2013 davanti al MOCAD.
Nelle sue opere, Kelley subisce spesso l’influenza dell’ambiente politico, psicologico, storico, musicale, delle arti decorative e delle espressioni artistiche della classe operaia, a cui egli stesso appartiene. È anche impegnato nella rappresentazione delle problematiche di genere e di classe, indagando spesso l’universo della criminalità, della perversione e degli impedimenti quotidiani. In generale al centro della sua opera c'è l'analisi della memoria collettiva e individuale esplorate con molteplicità di temi: dalla satira dell'arte alla cultura popolare, dai miti della società americana ai suoi aspetti folkloristici e vernacolari, dalla musica ai linguaggi del cinema e della televisione. L’arte di Kelley nasce da un percorso di decostruzione e di analisi antropologica del presente e si ricompone in molteplici forme espressive: dalla performance all’installazione, dal ready-made al disegno caricaturale, dalla musica al video, dalla scultura alla pittura.

### Morte
Il 31 gennaio del 2012 viene trovato morto nella sua casa in South Pasadena, California, probabilmente a seguito di un atto suicida legato al suo disturbo depressivo. Alla sua morte viene creato un memoriale improvvisato vicino al suo studio in Highland Park a Los Angeles. A seguito di un invito anonimo su una pagina di Facebook, vengono chiamati i partecipanti al funerale a ricostruire l’opera More love hours than can ever be repaid and the wages of sin del 1987, donando gli oggetti usati all’interno del lavoro. Il progetto viene poi smantellato nel marzo del 2012 e ceduto alla "Mike Kelley Foundation".

## Opere
- More Love Hours Than Can Ever Be Repaid and The Wages of Sin(1987)
- Three Projects, serie con "Half a man, From my institution to Yours, Pay for Your Pleasure" (1988)
- Pay for Your Pleasure(1988)
- From My Institution to Yours[16] (1988)
- Deodorized Central Mass with Satellites (1991–99)
- Lump, serie (1991)
- Proposal for the Decoration of an Island of Conference Rooms (1991)
- Heidi, video in collaborazione con Paul McCarthy (1992)
- Educational Complex (1995)
- Kandor, serie (1999-2011)
- Day is Done (2005)
- Mobile Homstead (2010)

## Premi
- 2006: premio-Wolfgang-Hahn
- 2003: Guggenheim Fellowship[17]
- 2000: The California Institute of the Arts Distinguished Alumnus Award
- 1998: The University of Michigan School of Art and Design Distinguished Alumnus Award
- 1997: Skowhegan Medal in Mixed Media
- 1990: National Endowment for the Arts Museum Program Exhibition Grant
- 1987: Awards in the Visual Arts Grant
- 1986: Artists Space Interarts Grant
- 1985: National Endowment for the Arts Visual Artists Fellowship Grant
- 1984: Louis Comfort Tiffany Foundation Grant

## Pubblicazioni
- Mike Kelley. (1999). Essays by Isabelle Graw, John C. Welchman and Anthony Vidler. Phaidon Press. ISBN 9780714838342.
- Heinz-Norbert Jocks. (2001). Dialoge: Kunst und Literatur: Mike Kelley im Gespräch. Cologne: DuMont. ISBN 3-7701-5096-1
- Foul Perfection. (2003). Essays and criticism, edited by John C. Welchman. M.I.T. Press. ISBN 9780262611787.
- Interviews, Conversations, and Chit-Chat (1986-2004). (2005). Interviews by Mike Kelley, edited by John C. Welchman. JRP Ringer. ISBN 9783905701005.
- Daniel Sherer. (2008). "Heidi on the Loos. Ornament and Crime in Mike Kelley and Paul McCarthy's Heidi." PIN-UP 3, 59–62. Reprinted in Y. Safran, ed. Adolf Loos Our Contemporary (New York: Columbia GSAPP, 2012).
- Educational Complex Onwards 1995-2008. (2009). Edited by Mike Kelley and Anne Pontegnie. JRP Ringer. ISBN 978-3-905829-80-8.